# Bullom So
Bullom So oder Bullom-So-Sprache, auch genannt Mmani oder Mandingi, ist eine vom Aussterben bedrohte westatlantische Sprache, die im Grenzgebiet zwischen Guinea und Sierra Leone gesprochen wird.
Sie zählt zur Limba-Mel-Gruppe innerhalb der Sprachfamilie der Niger-Kongo-Sprachen und ist eng mit der Sprache Bom verwandt. Die Angehörigen der Volksgruppe haben oft mit den Sprechern der temnischen Sprache und Susu-Sprechern geheiratet. Als Folge daraus wurde den Nachkommen jener das Englische als Muttersprache beigebracht, welches auch die einzige Unterrichtssprache in den Schulen des Landes ist. Da die wenigen verbliebenen Sprecher des Bullom So alle über 60 sind, wird die Sprache als moribund betrachtet. 